# رنگ و موج
بدون تردید نور خورشید یکی از مهم‌ترین نیازهای زندگی روی کره زمین است. اما دامنه ویژگی‌های آن تنها به ایجاد زندگی و حیات در میان جانداران ختم نمی‌شود. در سال ۱۶۶۵ میلادی، دانشمند بیست و سه ساله انگلیسی به نام آیزاک نیوتن به مطالعه نور مشغول بود. او در یک روز آفتابی و درخشان، شیشه‌های اتاق را به کمک پرده‌هایی ضخیم و بسیار تیره مسدود کرد، به گونه‌ای که اتاق کاملاً تاریک شد و از میان شکاف کوچکی در میان یکی از پرده‌ها، باریکه‌ای از نور به درون اتاق می‌تابید. او این باریکه نور را از میان یک قطعه شیشه به شکل مثلث، که منشور نامیده می‌شود، عبور داد. باریکه نور با گذشتن از میان منشور، در مسیرش خمیده شد و شکست پیدا کرد.

## شکست نور در منشور
نوری که از منشور بیرون آمده بود در راستایی سیر می‌کرد که اندکی با راستای وارد شدنش به منشور تفاوت داشت و به دیوار مقابل می‌تابید. جالب آنکه، هنگامی که نیوتن منشور را از سر راه نور برمی‌داشت، باریکه تنها لکه گرد سفید سلام 
وی دیوار ایجاد می‌کرد، در حالی که وقتی منشور در مسیر باریکه نور می‌رفت، باریکه نور پخش می‌شد و به صورت رنگین کمان در می‌آید! در یک سر این رنگین کمان نور سرخ و در انتهای دیگر نور بنفش دیده می‌شد و در میان آن‌ها رنگ‌های نارنجی، زرد، سبز و آبی قرار داشت. ما اینگونه رنگ‌ها را در اطراف خود می‌بینیم و قادریم آن‌ها را لمس کنیم، در حالی که نیوتن قادر نبود نور را لمس کند، به همین دلیل بود که او نوار نور رنگی را طیف (Spectrum) نامید که در زبان لاتین به معنای است!
ر حقیقت مخلوطی از رنگ‌های که شکست آن‌ها پس از منشور یکسان نیست و برای نور سرخ از همه رنگ‌های دیگر کمتر و برای نور بنفش از همه بیشتر است. نیوتن برای اثبات شکست‌های متفاوت از دو منشور استفاده کرد و دوباره توانست نور سفید را بدست آورد. اما هنوز یک سؤال دیگر باقی بود و آن این بود که چرا نور باید، رنگ‌های مختلفی را دارا باشد؟!

## جنس نور
نیوتن به دنبال جنس نور بود. دو نظریه در این زمینه وجود داشت: اول آنکه نور از مجموعه‌ای از ذرات تشکیل شده‌است که بر خطی راست و به سرعت در حال حرکتند و دوم آنکه نور مجموعه‌ای از امواج است که بسیار کوچکند و در مسیری مستقیم حرکت می‌کنند. نکته بسیار قابل توجه در مورد امواج این بود که آن‌ها می‌توانند خمیده شوند، این امر زمانی رخ خواهد داد که امواج با موانع برخورد کنند. شما می‌توانید خمیده شدن امواج آب را در برخورد با موانع ببینند. همچنین صدایی را که در یک طرف کنج دیوار می‌شنوید، می‌توانید در طرف دیگر آن کنج نیز گوش کنید، پس امواج صدا باید در اطراف آن کنج خمیده شده باشند. از سوی دیگر می‌دانید که اگر نور به یک طرف کنج بتابد خمیده نمچفهچسسغخچطسغخچچز۶فچلچلی‌شود، به عبارت دیگر شما نمی‌توانید شخصی را از طرف دیگری از کنج دیوار مشاهده کنید.
به همین دلیل بود که نیوتن تصور می‌کرد، نور جریانی از ذرات متحرک کوچک است، نه جریانی از امواج. اما همه دانشمندان با او موافق نبودند. یک هلندی به نام کریستین هویگنس نظریه موجی بودن نور را قبول داشت. او عقیده داشت که امواج کوچک به سادگی امواج بزرگ خمیده نمی‌شوند و اگر نور از امواج بسیار کوچک تشکیل شده باشد، به هیچ وجه خمیده نخواهد شد! او با نیوتن مخالف بود، هر چند که بسیاری عقیده داشتند که نیوتن بزرگ‌ترین دانشمند جهان است.
با این حال، حتی ممکن است بزرگ‌ترین دانشمند جهان هم دچار اشتباه شود. شخصی به نام یانگ این مشکل را حل کرد. او در کار طبابت و تنظیم دائرةالمعارف بریتانیکا استاد بود و ختی نوشته‌های مصریان را برای نخستین بار ترجمه کرد. با این وجود علاقه بسیاری به آزمایش‌های مربوط به نور داشت. یانگ صوت را مطالعه کرد و فهمید هنگامی که دو صدا به هم می‌رسد، از هم می‌گذرند.مذععحذعذحذنع
گاهی اوقات یک صدا، صدای دیگر را کاملاً حذف می‌کند. اما اگر موج‌های صدا طول‌هایخفظنغگظحغسحغشگحغسحغش متفاوتی داشته باشند، موج بلندتر از موج کوتاهتر جلو می‌افتد و برای مدتی، صدا بلندتر از حالت عادی خواهد شد، اما مدتی بعد سکوت برقرار می‌شود و این امر پی در پی ادامه خفگظگخفظحغطگحغسگنفظحفگشخواهد داشت. اگر نور جریانی از ذرات باشد، این وضع پیش نمی‌آید، زیرا یک ذره نمی‌تواند دیگری را حذف کند. در سال ۱۸۰۱ میلادی، یانگ با فرستادن یک باریکه نور از دو شکاف باریک متفاوت بسیار نزدیک به هم آزمایشی انجام داد.

## آزمایش دو شکاف یانگ
در این آزمایش دو باریکه نور خارج شده از شکافها، ابتدا اندکی پخش می‌شدند و هنگامی که به دیوار می‌رسیدند، برهم می‌افتادند. کاسگهیچهیجهژتکیکاژکعسکعژکعسحغسممکن است تصور کنید که در جایی که دو باریکه نور برهم می‌افتند، نور بیشتری وجود خواهد داشت و بنابراین دیوار روشنتر از جاهایی خواهد بود که باریکه برهم نیفتاده‌اند، اما به هیچ وجه چنین نیست. در جاهایی که دو باریکه برهم می‌افتند، نوارهای روشن و تاریک متناوبی ایجاد می‌شود.
باریکه‌های نور در نقاطی همدیگر را حذف می‌کنند و در نقاطی دیگر برهم اضافه می‌شوند و این عمل به صورت متناوب و درست همکاژکعژگعژگعژعجانند صوتهای موسیقی و تغییرات آن‌ها صورت می‌گیرد. هنگامی که دو باریکه نور همدیگر را حذف می‌کنند، می‌گوییم که باریکه‌ها با هم تداخل کرده‌اند، یا اینکه تداخل ایجاد شده‌است. به این ترتیب نوارهای روشن و تاریک «فریزهای تداخلی» نامیده می‌شوند. با این آزمایش مسئله حل شد و معلوم گردید که حق با هویگنس است و نیوتن اشتباه می‌کرده‌است.

## طول موج نور
نور از موجهایی بسیار ریز تشکیل شده‌اکاطکعسچعیچعژچعژاکطست. یانگ از روی پهنای فریزهای تداخلی توانست طول یک موج نور را محاسبه کند. این طول را طول موج می‌نامند. بخشحغضحغسجغسبا این محاسبه معلوم شد که طولمغطجغطجعسکغسکعس موج نور حدود ۲۰۰۰۰/۱ سانتیمتر است. البته همه امواج نور دارای طول یکسانی نیستند. نور سرخنرغذلمذلنزباکلمزبابجبعجبعیزکلکلچلگ ۶چصچعیکعسکعسمغس بلندترین طول موج را دارد و نور بنفش کوتاهترین طول موج را دارا است. هر قدر طول موج کوتاهتر باشد، نور بیشتر شکسته می‌شود و به همین دلیل است که منشور رنگ‌ها را از هم جدا می‌کند.